# Ivan Fjodorovič Paskevič
Ivan Fjodorovič Paskevič (ukrajinsky Іван Федорович Паскевич, rusky Ива́н Фёдорович Паске́вич, 8. květnajul./ 19. května 1782greg., Poltava – 20. lednajul./ 1. února 1856greg., Varšava) byl ruský carský velitel ukrajinského kozáckého původu, voják, vojevůdce a politik sloužící v řadách ruské armády jako generál a polní maršál. Byl jedním z klíčových mužů, o něž se opíral ruský car Mikuláš I. Pavlovič (vládl 1825–1855). Účastnil se válečných tažení proti Turecku a Francii, během válek s Íránem velel ruským vojskům na Kavkaze, po Dibičově smrti rozdrtil polské povstání (1830–1831) a následně působil jako místodržitel (namiestnik) Polského království. Zasahoval též proti uherskému povstání (1848–1849). V době krymské války byl hlavní velitelem na Balkáně. Od roku 1854 byl hlavní velitel vojsk v Polsku a Pobaltí. Byl členem soudu, který vynesl rozsudek nad tzv. děkabristy.

## Život

### Mládí a raná kariéra v armádě
Narodil se ve městě Poltava. Pocházel ze šlechtické rodiny, jeho předkové byli kozáci. V únoru 1794 byl přijat na studia v Pážecím sboru a v říjnu 1800 se stal gardovým důstojníkem. V roce 1805 se zúčastnil války s Francií a bitvy u Slavkova. V roce 1806 byl vyslán na štáb Dunajské armády, kde se účastnil bojů proti Osmanské říši, vyznamenal se při dobytí Bukurešti a úspěšně velel praporu horských střelců. Na podzim 1807 se podílel na neúspěšných mírových jednáních s Osmanskou říší, od roku 1808 byl opět velitelem horského střeleckého praporu a později pěšího pluku. Na podzim 1810 mu byla udělena generálská hodnost, v lednu 1811 se stal majitelem nově vznikajícího Orlovského pěšího pluku, od června 1811 velel pěší brigádě a začátkem roku 1812 se stal velitelem 26. pěší divize, se kterou vstoupil do bojů rusko-francouzské války.

### Napoleonské války
Vyznamenal se v bojích u Saltanovky, Smolenska, Borodina, Malojaroslavského i Vjazmy, při ruském protiútoku velel pěchotě Platovova sboru a později se stal zástupcem velitele v Miloradovičově sboru. V prosinci 1812 se stal velitelem 7. sboru, obsadil polskou pevnost Modlin a pronikl v průběhu bitvy u Lipska jako jeden z prvních do města. Koncem roku 1813 obléhal Magdeburg a Hamburg, v lednu 1814 byl jmenován velitelem 2. granátnické divize a zúčastnil se útoku na Paříž. Za války roku 1815 organizoval v čele své divize obléhání Tuly a po uzavření míru divizi přesunul do mírové posádky ve Smolensku.

### Další boje v carských službách

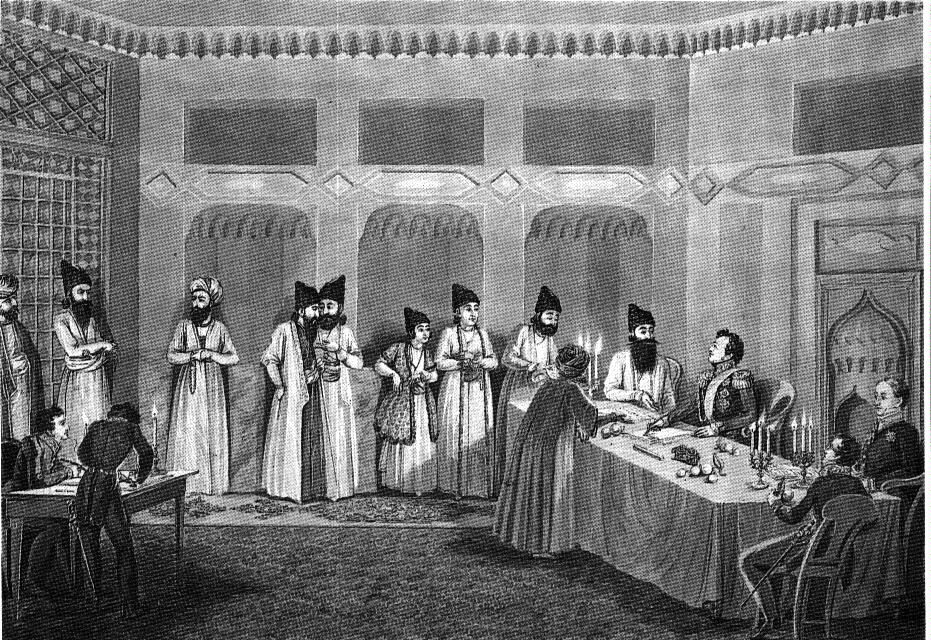
Paskevič s Abbásem Mírzou při podpisu smlouvy z Turkmenčaj, 1828

Od listopadu 1817 velel 2. gardové pěší divizi, v květnu 1821 se stal velitelem 1. gardové pěší divize a v prosinci 1824 byl jmenován velitelem 1. armádního sboru. V srpnu 1825 se stal velitelem ruských vojsk v Gruzii, během rusko-perské války porazil perskou armádu u Jelizavetpolu a v březnu 1827 byl jmenován hlavním velitelem Kavkazské armády. Následně dobyl Nachičevan a Jerevan. Opakovaně porážel perské síly, zcela podlomil bojovou morálku protivníka a donutil Peršany uzavřít mír. Mír, který nadiktoval perskému dvoru, je dodnes v Íránu považován za jedno z největších ponížení kdysi hrdé říše. Podobně úspěšný byl i ve válkách s Osmanskou říší. Po vypuknutí rusko-osmanské války dobyl v červnu 1828 pevnost Kars a v následujícím roce zničil většinu osmanských vojsk v kavkazském předhůří, za což v září 1829 obdržel hodnost generála-polního maršála a titul jerevanské kníže.
V květnu 1831 byl ustanoven hlavním velitelem v rusko-polské válce, jež vypukla po polském povstání. V srpnu 1831 se zmocnil Varšavy a přinutil Poláky ke kapitulaci, za což byl jmenován varšavským knížetem. Od prosince 1831 byl jmenován polským místokrálem a velitelem Západní armády, několikrát stál v čele diplomatických misí v Berlíně a ve Vídni.
Ve funkci velitele Západní armády působil také v období „jara národů“, v květnu 1849 byl přítomen na jednáních rakouského císaře Františka Josefa I. a ruského císaře Mikuláše I. ve Varšavě. Po těchto jednáních byl jmenován velitelem pomocné ruské armády, která zaútočila na maďarské povstalce a v srpnu 1849 je donutil ke kapitulaci u Világose.
V květnu 1853 se stal velitelem Dunajské armády. O měsíc později překročil v jejím čele řeku Prut, a takto začal tzv. krymskou válku (probíhala v letech 1853–1856). Byl raněn při obléhání Silistry, což mu umožnilo stáhnout se do týla ještě dříve, než na bojiště dorazily francouzské a britské jednotky, které byly důstojnou protiváhou ruských sborů. Poté, co ruská vojska vyklidila Valašsko a Moldavsko, se rozpoutaly boje o Krym. Kníže Paskevič se vypravil do Sevastopolu, ale brzy se projevila jeho bezradnost při vedení vojenských operací, a proto se vzdal velení a odjel na své panství ve Varšavě, kde krátce před koncem krymské války zemřel.

## Soud s děkabristy
Po děkabristickém povstání roku 1825 (v době nástupu Mikuláše I. na trůn), které se pokusilo v Rusku zavést ústavní režim, se podílel na soudu revolucionářů. V červenci 1826 byl jmenován jedním ze soudců nad děkabristy. Když byl později jmenován guvernérem a vojenským velitelem na Kavkaze (1827), spadali pod jeho jurisdikci děkabristé ve vyhnanství – pronásledoval je i zde s mimořádnou tvrdostí.

## Vyznamenání
Za své vojenské zásluhy byl vyznamenán Řádem svatého apoštola Ondřeje s brilianty, Řádem svatého knížete Alexandra Něvského s brilianty, vojenským Řádem svatého velkomučedníka vítěze Jiřího všech stupňů, Řádem svatým apoštolům rovného knížete Vladimíra 1., 3. a 4. stupně, Řádem bílé orlice, Řádem svaté Anny 1. stupně s brilianty a 2. stupně, osmanským Řádem červeného půlměsíce 1. stupně, perským Řádem slunce a lva 1. stupně, velkokřížem polského Řádu vojenské cti, pruským Řádem černé orlice s brilianty, pruským Řádem červené orlice 1. stupně, velkokřížem rakouského Vojenského řádu Marie Terezie, velkokřížem Královského uherského řadu svatého Štěpána a velkokřížem saského Řádu bílého sokola.